# Ed Olczyk
Edward Walter "Ed" ("Eddie") Olczyk Jr., född 16 augusti 1966, är en amerikansk före detta professionell ishockeyforward och ishockeytränare.
Han tillbringade 16 säsonger i den nordamerikanska ishockeyligan National Hockey League (NHL), där han spelade för Chicago Blackhawks, Toronto Maple Leafs, Winnipeg Jets, New York Rangers, Los Angeles Kings och Pittsburgh Penguins. Han producerade 794 poäng (342 mål och 452 assists) samt drog på sig 874 utvisningsminuter på 1 031 grundspelsmatcher. Olczyk spelade också för Chicago Wolves i International Hockey League (IHL).
Han draftades av Chicago Black Hawks i första rundan i 1984 års draft som tredje spelaren totalt. Olczyk vann Stanley Cup med New York Rangers för säsongen 1993–1994.
Efter den aktiva spelarkarriären har Olczyk varit till största del sportkommentator för sändningar rörande NHL och olympiska spelen på TV och radio, med en avstickare till att vara tränare för Pittsburgh Penguins mellan 2003 och 2005.
Han är äldre bror till Rick Olczyk, som har arbetat inom lagledningen för Edmonton Oilers och Carolina Hurricanes och sedan 2019 för Seattle Kraken.

## Statistik

### Spelare
| 1981–1982  | Team Illinois 18U   | MEHL       | 56   | 74  | 95  | 169 | 63  | —  | —  | —  | —  | —  |
| 1982–1983  | Stratford Cullitons | MWJHL      | 42   | 50  | 92  | 142 | 54  | —  | —  | —  | —  | —  |
| 1983–1984  | USA                 |            | 62   | 21  | 47  | 68  | 36  | —  | —  | —  | —  | —  |
| 1984–1985  | Chicago Black Hawks | NHL        | 570  | 20  | 30  | 50  | 67  | 15 | 6  | 5  | 11 | 11 |
| 1985–1986  | Chicago Black Hawks | NHL        | 79   | 29  | 50  | 79  | 47  | 3  | 0  | 0  | 0  | 0  |
| 1986–1987  | Chicago Blackhawks  | NHL        | 79   | 16  | 35  | 51  | 119 | 4  | 1  | 1  | 2  | 4  |
| 1987–1988  | Toronto Maple Leafs | NHL        | 80   | 42  | 33  | 75  | 55  | 6  | 5  | 4  | 9  | 2  |
| 1988–1989  | Toronto Maple Leafs | NHL        | 80   | 38  | 52  | 90  | 75  | —  | —  | —  | —  | —  |
| 1989–1990  | Toronto Maple Leafs | NHL        | 79   | 32  | 56  | 88  | 78  | 5  | 1  | 2  | 3  | 14 |
| 1990–1991  | Toronto Maple Leafs | NHL        | 18   | 4   | 10  | 14  | 13  | —  | —  | —  | —  | —  |
|            | Winnipeg Jets       | NHL        | 61   | 26  | 31  | 57  | 69  | —  | —  | —  | —  | —  |
| 1991–1992  | Winnipeg Jets       | NHL        | 64   | 32  | 33  | 65  | 67  | 6  | 2  | 1  | 3  | 4  |
| 1992–1993  | Winnipeg Jets       | NHL        | 25   | 8   | 12  | 20  | 26  | —  | —  | —  | —  | —  |
|            | New York Rangers    | NHL        | 46   | 13  | 16  | 29  | 26  | —  | —  | —  | —  | —  |
| 1993–1994  | New York Rangers    | NHL        | 37   | 3   | 5   | 8   | 28  | 1  | 0  | 0  | 0  | 0  |
| 1994–1995  | New York Rangers    | NHL        | 20   | 2   | 1   | 3   | 4   | —  | —  | —  | —  | —  |
|            | Winnipeg Jets       | NHL        | 13   | 2   | 8   | 10  | 8   | —  | —  | —  | —  | —  |
| 1995–1996  | Winnipeg Jets       | NHL        | 51   | 27  | 22  | 49  | 65  | 6  | 1  | 2  | 3  | 6  |
| 1996–1997  | Los Angeles Kings   | NHL        | 67   | 21  | 23  | 44  | 45  | —  | —  | —  | —  | —  |
|            | Pittsburgh Penguins | NHL        | 12   | 4   | 7   | 11  | 6   | 5  | 1  | 0  | 1  | 12 |
| 1997–1998  | Pittsburgh Penguins | NHL        | 56   | 11  | 11  | 22  | 35  | 6  | 2  | 0  | 2  | 4  |
| 1998–1999  | Chicago Blackhawks  | NHL        | 61   | 10  | 15  | 25  | 29  | —  | —  | —  | —  | —  |
|            | Chicago Wolves      | IHL        | 7    | 2   | 2   | 4   | 6   | —  | —  | —  | —  | —  |
| 1999–2000  | Chicago Blackhawks  | NHL        | 33   | 2   | 2   | 4   | 12  | —  | —  | —  | —  | —  |
| NHL totalt | NHL totalt          | NHL totalt | 1031 | 342 | 452 | 794 | 874 | 57 | 19 | 15 | 34 | 57 |

#### Internationellt
| Källa:        | Källa:        | Källa:        |         | Utv = Utvisningsminuter | Utv = Utvisningsminuter | Utv = Utvisningsminuter | Utv = Utvisningsminuter | Utv = Utvisningsminuter |
| År            | Lag           | Mästerskap    | Matcher | Mål                     | Assists                 | Poäng                   | Utv                     |                         |
| ------------- | ------------- | ------------- | ------- | ----------------------- | ----------------------- | ----------------------- | ----------------------- | ----------------------- |
| 1984          | USA           | OS            | 6       | 2                       | 5                       | 7                       | 0                       |                         |
| 1984          | USA           | CC            | 6       | 1                       | 6                       | 7                       | 6                       |                         |
| 1985          | USA           | VM            | 6       | 1                       | 6                       | 7                       | 6                       |                         |
| 1986          | USA           | VM            | 7       | 4                       | 6                       | 10                      | 12                      |                         |
| 1987          | USA           | VM            | 10      | 4                       | 3                       | 7                       | 10                      |                         |
| 1987          | USA           | CC            | 5       | 1                       | 1                       | 2                       | 2                       |                         |
| 1989          | USA           | VM            | 10      | 4                       | 3                       | 7                       | 10                      |                         |
| 1991          | USA           | CC            | 8       | 0                       | 3                       | 3                       | 4                       |                         |
| 1993          | USA           | VM            | 6       | 1                       | 1                       | 2                       | 18                      |                         |
| Senior totalt | Senior totalt | Senior totalt | 64      | 18                      | 34                      | 52                      | 68                      |                         |

### Tränare
| Lag                 | Säsong    | Grundserie | Grundserie | Grundserie | Grundserie | Grundserie        | Grundserie | Grundserie     | Slutspel          |
| Lag                 | Säsong    | Matcher    | Vinster    | Förluster  | Oavgjorda  | Övertidsförluster | Poäng      | Slutplacering  | Resultat          |
| ------------------- | --------- | ---------- | ---------- | ---------- | ---------- | ----------------- | ---------- | -------------- | ----------------- |
| Pittsburgh Penguins | 2003–2004 | 82         | 23         | 47         | 8          | 4                 | 58         | 5:a i Atlantic | Missade slutspel. |
| Pittsburgh Penguins | 2005–2006 | 31         | 8          | 17         | —          | 6                 | 24         | ? i Atlantic   | Sparkad           |
| Totalt              | Totalt    | 113        | 31         | 64         | 8          | 10                | 82         |                |                   |